# Steffen Udengaard Knudsen
Steffen Udengaard Knudsen (* 23. November 1998) ist ein dänischer Leichtathlet, der sich auf den Sprint spezialisiert hat.

## Sportliche Laufbahn
Erste internationale Erfahrungen sammelte Steffen Udengaard Knudsen im Jahr 2015, als er bei den Jugendweltmeisterschaften in Cali im 200-Meter-Lauf mit 21,95 s im Halbfinale ausschied, während er über 100 Meter mit 10,84 s nicht über die erste Runde hinauskam. 2019 schied er bei den U23-Europameisterschaften im schwedischen Gävle mit der dänischen 4-mal-100-Meter-Staffel mit 40,22 s im Vorlauf aus. Bei den World Athletics Relays 2021 in Chorzów kam er mit der 4-mal-200-Meter-Staffel nicht ins Ziel.
2019 wurde Udengaard Knudsen dänischer Meister in der 4-mal-100-Meter-Staffel und 2016 wurde er Hallenmeister in der 4-mal-200-Meter-Staffel. Zudem wurde er 2017 Hallenmeister über 200 Meter.

## Persönliche Bestzeiten
- 100 Meter: 10,70 s (+0,6 m/s), 15. August 2020 in Kopenhagen
  - 60 Meter (Halle): 6,90 s, 25. Februar 2017 in Skive
- 200 Meter: 21,57 s (+1,7 m/s), 28. August 2016 in Aarhus
  - 200 Meter (Halle): 21,87 s, 23. Januar 2021 in Odense